# Robbie Kruse
Robbie Thomas Kruse, född 5 oktober 1988 i Brisbane, är en australisk före detta fotbollsspelare.

## Klubbkarriär
I juli 2019 blev Kruse klar för en återkomst i Melbourne Victory, där han skrev på ett tvåårskontrakt. I juli 2021 förlängde Kruse sitt kontrakt i klubben med ett år. I februari 2023 blev han klar för en återkomst i Brisbane Roar. I november 2023 fick Kruse en tränarroll i klubbens akademi.

## Landslagskarriär
Kruse debuterade för Australiens landslag den 5 januari 2011 i en 0–0-match mot Förenade Arabemiraten, där han blev inbytt i den 58:e minuten mot Mile Jedinak. I maj 2018 blev Kruse uttagen i Australiens trupp till fotbolls-VM 2018.